# Perlesta decipiens
Perlesta decipiens és una espècie d'insecte plecòpter pertanyent a la família dels pèrlids.

## Distribució geogràfica
Es troba des de l'est de Nord-amèrica fins als contraforts de les muntanyes Rocoses: Alabama, Arkansas, Colorado, Iowa, Illinois, Kentucky, Missouri, Nevada, Dakota del Nord, Nebraska, Nou Mèxic, Ohio, Oklahoma, Pennsilvània, Dakota del Sud, Texas, Virgínia, Wisconsin i Wyoming.